# Kirkjubæjarklaustur
Kirkjubæjarklaustur, parfois abrégé en Klaustur, est une localité islandaise de la municipalité de Skaftárhreppur située au sud de l'île, dans la région de Suðurland. En 2011, le village comptait 120 habitants.
Le lieu est un centre de services important pour la population locale ainsi que pour les touristes qui s'intéressent par exemple aux Lakagígar ou à l'Eldgjá situés dans les environs. Il y a aussi la possibilité d'aller à Skaftafell situé à 45 km pour y faire des randonnées ou visiter le lac glaciaire Jökulsárlón.

## Géographie
Le village de Kirkjubæjarklaustur est situé dans le sud de l'Islande entre Vík í Mýrdal et Höfn.

## Toponymie
Kirkjubæjarklaustur peut se traduire par "couvent de la ferme de l'église" bien que le nom de "Chapelle de la Ferme des Dames" semble plus juste (un monument de ce nom existe à Chéry-Chartreuve).
Le nom est créé à partir des mots Kirkja (église), bær (ferme), klaustur (couvent, même s'il s'agit dans ce cas d'un couvent de nonnes).

## Histoire
L'histoire du pays y a laissé ses traces. On suppose qu'avant la colonisation de l'île par les Vikings, des moines venus d'Irlande y vivaient. Un monastère de religieuses bénédictines s'y installa en 1186 pendant quatre siècles. La toponymie d'une cascade (Systrafoss) et d'un lac (Systravatn) le rappelle, systir signifiant sœur (ici : religieuse) en islandais. Le folklore populaire alimente des légendes ayant trait à ces religieuses et à un trésor enfoui dans le lac.
Selon la tradition, lors de l'éruption des Lakagígar en 1783, Kirkjubæjarklaustur fut directement menacé par une coulée de lave. Le pasteur, Jón Steingrímsson, réunit les paroissiens dans l'église et leur fit un sermon sur le feu et le soufre, à la suite de quoi la coulée s'arrêta sur un promontoire rocheux désormais connu sous le nom de Eldmessutangi, soit la « pointe du sermon sur le feu », et le village fut épargné. Le champ de lave résultant de l'éruption, nommé Eldhraun, couvre une surface de 565 km2 sur une épaisseur de 12 mètres.
Des fouilles ont été menées sur place depuis 2002 par le Bureau archéologique islandais (Fornleifafræðistofan). Elles ont permis notamment de mettre en évidence des restes des bâtiments des XIVe et XVe siècles de l'ancien couvent. La pierre tombale de l'ancien pasteur se trouve dans l'ancien cimetière.
Kirkjubæjarklaustur est désenclavé depuis le bouclage de la Route 1 en 1974.

## Patrimoine naturel et architectural

### Kirkjugólf

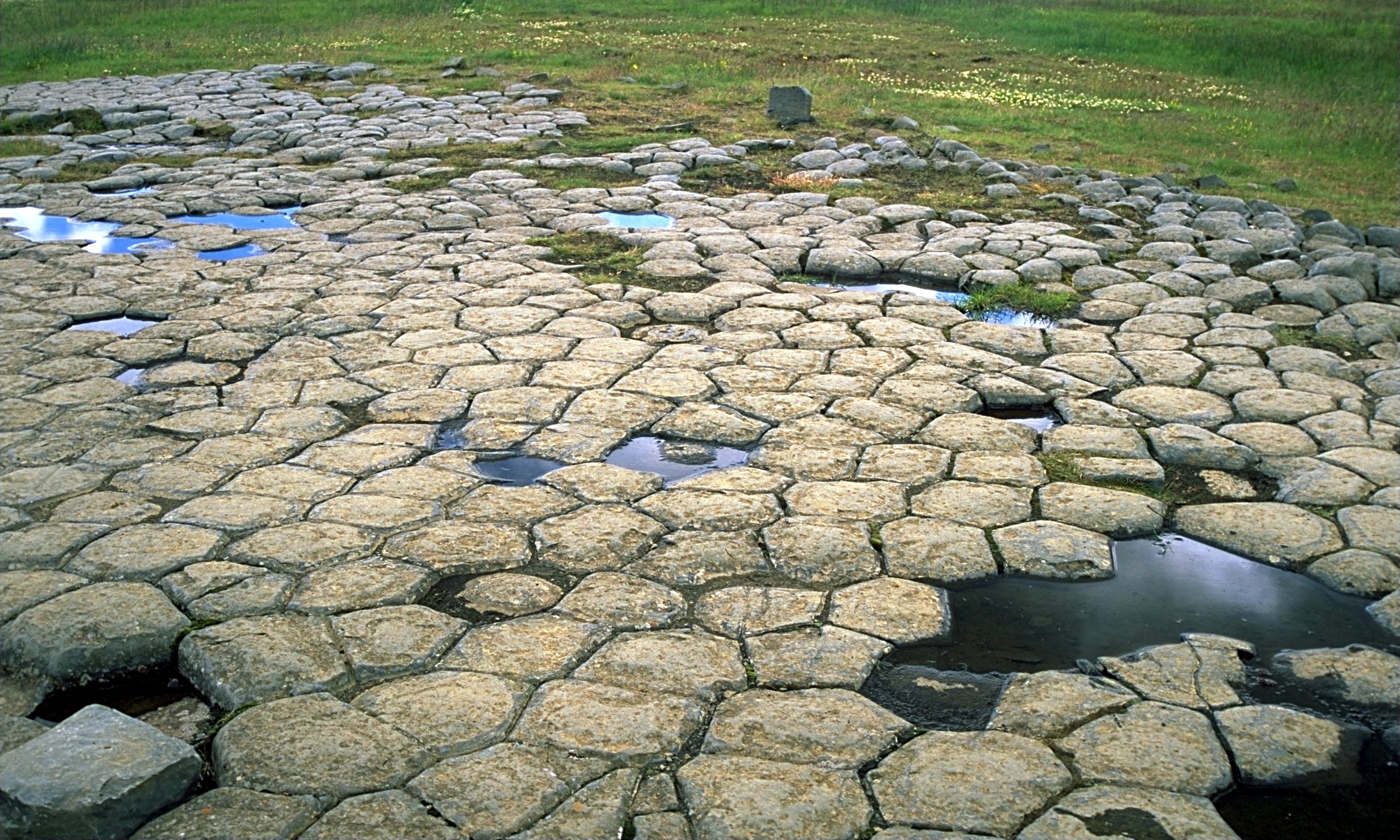
Kirkjugólf

À proximité du village, la principale attraction est le Kirkjugólf (« sol de l'église ») : des orgues basaltiques rabotées par l'érosion glaciaire forment un pavage régulier.

## Personnalités liées à la localité
- Jón Steingrímsson (1728-1791), pasteur et chroniqueur de l'éruption des Lakagígar (1783).